# Baurioïdeus
Els baurioïdeus (Baurioidea) són una superfamília de teràpsids terocèfals. Inclou terocèfals avançats com el regisaure i Bauria. Fou establerta pel paleontòleg sud-africà Robert Broom el 1911. Bauriamorpha, erigit per D. M. S. Watson i Alfred Romer el 1956, és un sinònim més modern de Baurioidea.
Molts baurioïdeus havien estat classificats en un grup anomenat «Scaloposauria». Els escaloposaures es caracteritzaven per la petitesa del seu cos i la seva barra postorbitària (una massa d'os situada darrere de l'òrbita ocular). Scaloposauria ja no es considera un tàxon vàlid perquè probablement representa formes juvenils de molts grups de terocèfals. Nombrosos escaloposaures, incloent-hi l'escaloposaure i el regisaure, es classifiquen actualment en el si de Baurioidea.
Molts terocèfals antigament classificats com a escaloposaures es consideren baurioïdeus basals. La classificació d'aquestes espècies resta incerta, car no hi ha hagut cap anàlisi filogenètica exhaustiva dels tàxons d'escaloposaures. La mateixa validesa de moltes d'aquestes espècies és dubtosa i podria ser que en el futur es determinés que són sinònimes.